# J-SPARC
J-SPARC（ジェイ・スパーク、正式和称：宇宙イノベーションパートナーシップ、正式英称：JAXA Space Innovation through Partnership and Co-creation）は、国立研究開発法人宇宙航空研究開発機構（JAXA）が、中長期計画の新しい施策として2018年より開始した、事業化までをスコープとした民間事業者等とのパートナーシップ型の新しい研究開発プログラムである。

## 概要
プログラムとしては、宇宙ビジネスを目指す民間事業者等とJAXAとの対話から始まり、事業化に向けた双方のコミットメントを得て、共同で事業コンセプト検討や出口志向の技術開発・実証等を行い、新しい事業の創出を目指している。
JAXAは、宇宙環境や持ちうる宇宙機、設備、データに加え、これまで培ってきた技術力、経験、多様な国内外ネットワークなどを総動員し、事業化に向けた技術開発・実証を先導し取り組んでいる。

## 沿革
- 2018.5.11　新たな事業を共創する研究開発プログラム『宇宙イノベーションパートナーシップ（J-SPARC）』の開始
- 2018.6.8　「地球低軌道（LEO）有人活動における事業共創」機会のお知らせ（AO）の開始[1][2]
- 2018.8.1　 SPACE WALKER、日本初の有人宇宙飛行を目指すスペースプレーン開発のためJAXAと連携覚書締結
- 2018.8.30　ワンテーブル・JAXA共同で防災分野におけるJ-SPARC事業コンセプト共創「BOSAI SPACE FOOD PROJECT」を始動
- 2018.9.6　 宇宙空間でAVATARを活用した事業を共創“AVATAR X Program” を始動
- 2018.11.13 Space BD×Ｚ会グループ×JAXAで、教育事業創出に向けた活動「宇宙飛行士の訓練方法×次世代型教育事業」開始
- 2018.11.27 mercari R4D×JAXA、機械学習やAIなどのテクノロジーと、宇宙技術を掛け合わせた研究開発を開始
- 2018.12.25 ＰＤエアロスペース株式会社、2019年宇宙飛行実現に向けJAXAと連携し研究開発体制を強化
- 2019.2.18　グリー株式会社、宇宙関連データを用いたVR/AR分野における新事業を共創
- 2019.2.28　株式会社ALE、宇宙デブリの拡散防止に貢献する装置の開発に着手～JAXAと新規事業創出に向けたパートナーシップを締結～
- 2019.3.27　世界初の宇宙食料マーケット創出を目指す「Space Food X」プログラムを始動
- 2019.4.24　PR TIMESとJ-SPARCプログラムが連携・協力宇宙ビジネスを目指すJ-SPARC共創パートナーのPR活動を積極支援
- 2019.11.6  バスキュール、スカパーJSATとJAXA、国際宇宙ステーションにスタジオを開設し、世界初の双方向ライブ番組を配信する「宇宙メディア事業」のJ-SPARC事業コンセプト共創活動を開始>[3]
- 2020.2.26　36機の小型SAR衛星による準リアルタイムデータ提供サービス事業の創出に向けたJ-SPARC事業コンセプト共創の開始
- 2020.3.25　ALEとJAXA、宇宙デブリ拡散防止装置の事業化に向けたJ-SPARC事業共同実証を開始

## J-SPARC プロデューサー
- 上野 浩史
- 大地 泰裕
- 越智 士郎
- 神谷 岳志
- 菊池 優太
- 久米村 隼人
- 小谷 勲
- 高田 真一
- 中山 大志
- 平松 崇
- 藤平 耕一
- 守屋 実

## 進行中のプログラム
異分野の人材、技術、資金などを糾合するオープンイノベーションに係る取り組みにより、ベンチャー企業から大企業まで様々な新しい民間事業者等と共に、宇宙分野に閉じることのない技術革新、イノベーション創出を目指し、2020年1月現在、下記の10のプログラムが進んでいる。
- 宇宙メディア事業
- ドップラーライダーによる飛行経路・高度最適化事業
- 小型衛星用の商業宇宙輸送サービス
- 小型ロケットによる輸送サービス事業
- 小型SAR（レーダー）衛星によるソリューション事業
- 有翼サブオービタル事業
- 宇宙飛行士訓練方法を活用した次世代型教育事業
- アバター（遠隔存在技術）を活用した事業
- 防災分野における新たな食ビジネス
- 有翼サブオービタル事業

## リンク
- J-SPARC｜宇宙イノベーションパートナーシップ（JAXA Space Innovation through Partnership and Co-creation ）
- JAXA｜新事業促進部 ホームページ
- JAXA｜新事業促進部 Facebook
- JAXA｜新事業促進部 Twitter
- JAXA｜宇宙航空研究開発機構（ Japan Aerospace Exploration Agency）